# Артикулациона фонетика
Артикулациона (моторичка) фонетика је грана фонетике у којој се изучава начин на којигласовни органи људског тела творе (или артикулишу) гласове, као и положај и покрете делова говорног апарата током извођења гласова.
Артикулациона фонетика разврстава гласове према покретима и положају појединих покретних делова говорног апарата на плозиве (праскаве), фрикативе (струјне), африкате (сливене), сонанте (гласнике) и самогласнике (вокале) због начина на који се ови гласови производе, и према месту формирања локализације (препреке) ова фонетика разврстава консонанте на лабијалне (уснене), денталне (зубне), алвеоларне (надзубне) и непчане односно предњонепчане (палаталне) и веларне (задњонепчане). Могу се извести и нека друга разврставања. Код разврставања вокала ова фонетика их дели на лабијализоване и нелабијализоване, високе и ниске, предње и непредње, и сл 
Ова област је традиционално имао централно место у обучавању фонетичара, са обзиром да су одговрајући покрети прилично приступачни за посматрање и, у начелу, под контролом су истраживача.
Артикулациона фонетика је основа за гласовне симболе у Међународној фонетксој абецеди 

## Артикулатори
Говорни или артикулациони апарат човека чине -

### Глотис
Глотис је отвор између обрасца који се налази у ларинксу (гркљану). Његов положај ствара различите обрасце вибрирања да би се разликовали звучни и безвучни гласи. Поред тога, висина вокала се мења са променом вибрације гласних жица. 

### Фаринкс (ждрело)
Фаринкс је део вокалног тракта испод велума и изнад ларинкса, то је шупљина која се на смеру експирације налази на душник и ларинкс. Самогласници се могу фаринговати помоћу повлачења корена језика (радикс). 

### Велум (меко непце)
Велум контролише проток ваздуха кроз носну шупљину. Самогласници се нормално производе кроз меким непцем тако да ваздух не излази кроз нос. Самогласници могу бити назализовани као резултат спуштања меког непца.

### Палатал (језик)
Палатал је најфлексибилнији говорни орган и може се померити на неколико начина. Главне варијације за артикулацију самогласника су висина вокала и димензија задње и предње стране.

## Самогласници
Самогласници или вокали се производе тако што ваздух пролази кроз ларинкс. Самогласници су обично звучне и са отвореним вокалним трактом.

## Консонанти
Консонанти или сугласници су локализовани гласови приликом чије артикулације говорни органи чији гласовни органи стварају потпуне или делимичне препреке. Консонанти се деле на сонанте и шумне гласове. 

### Сонанти
Сонанти или гласници су гласови при чијем стварању ваздушне струје, које су покренуле гласне жице у грлу, пролази неометано. Сви сонанти су звучни гласови, односно да гласнице трепере. Сонанти се класификују према слободног протока ваздушне струје за време трајања делимичне препреке, то су назали (м, н, њ), латерали (л, љ), вибранти (р) и апроксиманти (в, ј). Преко локализованости делимичне препреке класификују се на билабијалне (м), лабиоденталне (в), алвеоларне (н, л, р) и палаталне (њ, љ, ј).

### Шумни сугласници
Шумни сугласници или прави сугласници где је препрека ваздуха потпуна. Шумни консонанти се деле на плозиве (б, п, д, т, г, к), фрикативе (ф, з, ш, з, ж, ш) и африкате (ц, ч, џ, ц, ђ). Према локализованости, деле се на билабијалне (б, п), лабиоденталне (ф), меке палатале (ћ, ђ), тврде палатале (ж, ш, џ, џ) и веларе (к, г, х). 